# 금관가야
금관국(金官國) 또는 가락국(駕洛國), 통칭 금관가야(金官加耶)는 42년부터 532년까지 오늘날의 김해시에 존재했던 가야계 국가이다. 임나 역시 금관가야를 가리키는 말 중 하나로 여겨지기도 한다.
금관가야는 1세기 중엽부터 4세기 말까지 전기 가야 연맹의 맹주였으나, 4세기 말에 백제, 왜와 연합하여 신라를 공격하다가 400년에 신라로부터 구원 요청을 받은 고구려 광개토대왕의 종발성(부산 추정) 공격에 세력이 약화되었고 국가는 지속되었으나 후기 가야 연맹체인 대가야와 안라국에 가야 연맹체의 맹주 자리를 내주었다.

## 국명
가락국(駕洛國)이라는 이름은 삼국유사에 나오는 국명이며 삼국유사 이전에는 금관가야 혹은 구야국이라고 기록되어 있다.
금관가야에 대해 중국 사서인 삼국지 동이전에서는 구야국(狗邪國) 또는 구야한국(狗邪韓國)으로 기록되어 있는데 가야한국을 한자의 음차로 나타낸 것으로 보인다.
이후에 가야는 가야(加耶, 伽耶), 가락(駕洛, 加洛), 가라(加羅, 伽羅, 迦羅), 가량(加良) 등 여러 한자로 표기되었다. 금관가야가 1세기 중엽부터 4세기 말까지 변한 지역 연맹체의 중심국가였기 때문에 '가야'라는 말은 변한 지역 전체 또는 그 국가연맹체를 칭하는 이름이 되었다. 이 때문에 금관가야에 이어 후기 가야 연맹을 이끌었던 반파국 역시 금관가야가 전기 가야 연맹을 이끌 때 쓰던 대가야란 이름을 연맹체의 이름으로 사용하였다.
한편, 가야의 다른 이름인 가라는 외국을 뜻하는 일본어의 'から(가라)'로 전해지기도 했다. 일본서기에서는 '가락국은 수나라(須那羅)'라고 쓰고 있는데 현대 우리말로는 '쇠나라'로 읽힌다. 이는 왜(倭)와의 교역에서 가야의 주요 수출품이 쇠(鐵), 즉 철기였기 때문이었임을 추정할 수 있으며, 금관가야란 이름이나 삼국사기에 기록된 금관국(金官國)이란 이름 역시 모두 같은 맥락에서 이해할 수 있다. 일본서기에 등장하는 남가라(南加羅) 역시 금관국으로 이해된다.

### 남가라
일본서기의 남가라의 경우 삼국사기 김유신 열전에서 수로왕이 김유신의 선조이자 남가야(南加耶)의 선조라고 기록한 점, 우륵의 1곡 하가라도 역시 금관가야로 비정되는 점으로 인해 일반적으로 금관가야를 가리키는 것으로 인정된다. 그러나 소수설로 《일본서기》의 527년 기사에서 남가라가 멸망했다고 기록된 반면 금관촌의 점령은 529년으로 기록된 점을 들어 남가라와 금관국이 별개의 정치체였으나, 금관국 주민이 김해로 이주함에 따라 같은 세력으로 인식되었다는 주장이 제기되었다.

## 건국 설화
금관가야의 건국 설화는 가락국기에 실린 것을, 삼국유사에서 옮겨적은 것이 현재까지 전해지고 있다. 그 내용은 다음과 같다.
42년에 200~300명의 무리가 9명의 간(干)(왕, 족장)과 함께 구지봉에 모였는데 모습은 보이지 않았으나 사람의 목소리가 구지봉에서 들려왔다. 그 소리가 “여기에 사람이 있는가” 라고 하자 사람들은 “네, 저희들이 있습니다." 라고 하자 “그럼 내가 있는 곳은 어디인가”라고 했더니 “구지봉입니다” 라고 다시 말하자 “하늘이 나에게 너희들의 왕이 되라고 명하셔서 이렇게 왔노라 그러니 너희는 지금 내가 시키는 대로 구지가를 부르며 춤을 추어라” 라고 하자 사람들은 기뻐하며 구지가를 불렀더니 하늘에서 자주색 줄이 내려오고 줄 끝에는 황금색 상자가 있었고 그 안에는 6개의 황금 알이 있었다. 그 상자를 귀하게 여겨 12일 동안 아도간의 집에 놔두었더니 12일 후에 사내아이로 바뀌고 10일이 다시 지나자 사내아이 중 키가 9자인 아이가 태어났고 그 달 보름달에 왕위에 올랐는데 처음 나타냈다는 뜻으로 수로왕 혹은 수릉 이라고 했다.

## 역사

### 건국
김해 일대는 장유면 등지에서 지석묘 등의 청동기유적이 발견되어 태고적부터 사람이 거주하고 있었다. 금관가야의 대표적인 고분은 대성동 고분이 있다. 당시 진한에서는 사로국을 건국하고 고구려에서 온조가 한강일대를 기반으로 백제를 세우고 서기 9년에 백제가 마한을 병합하였다. 변한에서는 수로왕과 구도간들을 중심으로 세력이 결집하기 시작했다. 수로왕을 중심으로 건국된 가야국은 탈해세력의 공격을 받았다. 석탈해는 수로왕에게 대패해 진한지역의 신라로 도주했고 수로왕은 석탈해를 200척의 대함대로 추격하였다.
신화적인 기록들을 제외하더라도 《삼국지》 위서 동이전에서는 가야의 전신인 변한에서 철이 생산되어 삼한과 왜, 예, 낙랑군, 대방군 등이 이를 취했다고 기록되어 있다. 고고학적으로도 알려진 철 생산 유적 7곳 중 4곳이 금관가야 인근에 분포하고 있어 금관가야가 국가 초기부터 철 생산과 철 교역을 왕성히 한 것으로 추정된다.

### 가야제국의 대표국
변한계통 국가들은 삼국사기 신라본기에서 가야로 언급되는데, 금관가야의 본래 이름인 '구야국'에서 기원한 호칭으로 여겨진다. 그만큼 금관가야는 신라에게 한반도 남부 변한계통 국가들을 대표하는 국가로 인식되었다. 이는 서기 400년까지 지속되었다.
금관가야는 초기 신라와의 전투에서 승리하고 탈해 이사금에게 도움을 줄 정도로 강한 국력을 가지고 있었다. 신라와의 전투에서 승리하여 낙동강 하구에 대한 권리를 공고히 한 금관국은 변한계 국가들을 결집하는 한편 해상무역을 기반으로 곧 동아시아 해상무역의 허브로 발전해 번영을 구가하기 시작했다. 금관가야에서 생산된 철은 한, 예, 왜등에 공급되었다.
이런 해상무역을 통한 부의 축적은 가락국을 변한제국내에서 맹주로서의 지위를 공고하게 해주었지만 한편으로 이에서 소외된 변한제국들의 시기와 질투를 유발했다. 3세기 초입에 가락국에 눌려 해상무역에 힘을 쓰지 못했던 변한 남해안의 7개국과 역시 금관가야로 인해 해상무역에서 힘을 못쓰고 있던 전라남도에 위치한 것으로 추측되는 침미다례세력의 중심인 보라국(保羅國)등이 포상팔국이라 불리는 동맹을 형성했고 그리고 그 포상팔국이 해상무역권을 장악하기 위해 금관가야와 변한제국들에게 대항한 것이다. 209년에 포상팔국은 가락국과 가야제국들에서 두 번째로 세력이 컸던 안라국을 침공하여 신라에 구원을 요청한다.
신라군은 물계자장군을 앞세워 금관가야를 도와주었고 이후 전쟁은 포상팔국과 신라의 전쟁으로 비화되어 215년에 포상팔국 중에 3개국 연합함대의 울산 공격을 마지막으로 포상팔국의 패퇴로 끝났다. 포상팔국과의 전쟁에 신라의 지원을 받음으로서 금관가야의 위신은 추락했고 가야 전체의 맹주자리도 위협당하기 시작했다. 더욱이 이후 가락국의 해상무역은 다소 침체되기 시작했다.

#### 신라와의 대립
아래 기록은 삼국사기의 것으로, 그 기년을 수정해야한다는 주장이 있다.
- 석탈해가 수로왕과 가락국에서 패권을 경쟁하다 패하여 신라로 도망한 이래 탈해 이사금이 신라왕에 즉위하자 신라는 서기 79년경에 우시산국(于尸山國)과 거칠산국(居柒山國)을 합병해 낙동강 및 동부경남으로 진출을 개시함으로써 그 일대를 지배하고 있던 가야와 충돌을 빛기 시작했다.
- 77년 가을 8월에 가야는 탈해 이사금의 신라와 교전하였는데 신라의 아찬 길문(吉門)에 의해 황산진(黃山津)[8] 어구에서 1천명의 가야군 전사자가 발생하였다.[9]
- 97년 1월에 신라의 파사 이사금은 가야를 치려 하였으나 가야의 왕이 사신을 보내 사죄하므로, 파사 이사금은 이를 용서하였다.[10]
- 이후 한동안 가야와 신라의 전쟁은 소강상태를 유지했는데 102년 음력 8월, 파사왕이 진한제국의 맹주자격으로 음즙벌국과 실직곡국 사이의 영토 분쟁을 해결해줄 것을 요청받자, 수로왕(首露王)에게 이를 의뢰했고. 수로왕은 분쟁지역을 음즙벌국에 귀속되게 하였다. 그러나 그 후의 이를 축하하는 잔치에서 벌어진 사소한 사건이 살인사건으로 비화되자 이를 기화로 분쟁당사국을 침공해 합병한 파사왕은 106년에 가야를 침공해 파사왕 다음인 지마 이사금때인 115년~116년까지 전쟁이 벌어져 결국 신라의 패퇴로 끝났다.
- 이후 포상팔국 전쟁에서 신라에 도움을 받은 가야는 신라와 직접 전쟁을 피하는 대신에 일본의 소국들을 매수하여 신라를 공격하게 했다. 일본의 소국들은 철 생산능력이 없어 가락국을 '쇠나라(須那羅)'라고 부를만큼 자국의 철 수요를 전적으로 가야에 의존했고 가야는 철의 공급력을 이용해 왜에 영향력을 행사하고 있었는데 이를 이용해 신라를 공격한 것이다. 신라는 모든 것이 가야의 사주에 의한 것이라고 할 수는 없겠지만 이후 왜의 공격에 시달리기 시작했다.
- 233년 왜가 신라의 서라벌을 포위했다가 천명이 전사한 것을 시작으로 유례 이사금대인 286년~295년에 수차의 왜군의 침공이 있었다. 신라는 이에 대한 보복으로 왜의 중심지인 나니와(難波)근방의 아카시노우라(明石浦)를 공격하기까지 했고 이로 인해 한동안 왜군의 침입이 소강상태에 접어들었다.[11]
- 흘해 이사금대인 346년에 또다시 왜군의 침공이 있었고 내물왕대인 364년과 393년에 두 차례의 왜군의 공격이 있었는데 이것 역시 가야가 왜를 사주해서 벌인 것이었으며, 가야의 신라 병합을 위한 전초전이었다. 당시에 신라는 고구려와 동맹적인 관계에 있었고 이에 고구려와 전쟁을 벌이고 있던 백제가 신라에게 반감을 품고 유력한 동맹국이었던 가야와 왜를 부추기고 있었던 것이다. 이러한 악감정은 아신왕이 즉위하고 나서 심해진다.

### 가야연맹의 세력 약화
399년에 가야의 철기군은 신라의 주요항구인 울산으로 북상을 시작했고 여기서 상륙해 있던 왜군과 합류했다. 가야군과 왜군은 남천가에서 신라군을 격파한 뒤 곧바로 서라벌을 공격했고 신라는 큰 위기에 빠졌다. 그러나 신라의 내물 마립간은 급히 고구려의 평양으로 사신을 보내 백제를 견제하기 위해 남하해 있던 광개토대왕에게 구원 요청을 했고 가야와 마찬가지로 철기병이 주축인 고구려군이 서라벌을 장악한 연합군을 공격했다. 고구려군은 연합군의 뒤를 쫓아 금관가야의 종발성까지 공격하였다. 이 전쟁으로 전기 가야 연맹체의 수장격이였던 금관가야는 세력이 크게 약해졌다. 금관가야의 세력 약화로 변한에서 고령에 위치한 대가야가 부상하게 되었다.

### 멸망
금관가야의 약화로 고령에 위치했던 대가야가 가야의 맹주로 떠올랐다. 대가야에 이르기까지 금관가야는 소국으로 간신히 명맥만 유지하고 있었다. 아직 대가야가 호남 동부를 차지하면서 세력이 강했던 496년에 금관가야는 신라에 화친의 표시로 "흰 꿩"을 보냈다. 대가야의 다른 지역에서 고총(高塚)이라는 대규모 고분이 조성되고 있을 때 동시기의 김해유적에 중규모의 고분이 있었음을 보면 이시기 금관국은 완전히 쇠퇴해 있었던 것으로 여겨진다. 529년 신라장군 이사부는 다다라(多多羅)를 기지로 삼아 군사행동을 개시했다. 갸야제국들 중에 하나인 안라국과 무역관계에 있던 오미노 케누(近江毛野)의 왜군을 웅천(熊川)에서 공격한데 이어서 531년에는 구례모라(久禮牟羅)의 백제군을 패퇴시켰고 안라국을 중심으로 결집되어 있던 금관가야는 세력이 약해졌다. 그 와중에 532년 금관가야의 구형왕은 신라에 투항하였다. 가야 귀족들은 신라의 진골로 편입되어 여전히 그 세력을 유지했고 이는 나중에 김유신 등이 신라의 정계로 진출하는 기반이 되었다.
가락국의 왕손들은 이후 신라황실의 성(姓)인 김씨에 대해 신김씨라 불리며 진골에 편입되었지만 한동안은 신라의 상류사회로부터 차별이 있을 수도 있었다고 대중매체등에서는 추측하기도 하지만 삼국사기나 사서에 그런 증거는 없다. 이런 신김씨의 위상이 높아졌던 것은 김유신이 나중에 태종무열왕이 되는 김춘추와 결혼동맹으로 제휴하면서부터로 이후 김유신은 김춘추를 왕위에 올리는데 노력하는 한편 삼국통일 전쟁에서 높은 전공을 세웠다. 그 자신도 생전의 전공으로 사후에 흥무대왕에 추증되어 신라왕이 되었다. 김유신의 손자인 김윤중은 북방의 말갈족을 평정하는 전공을 세우기도 했다. 고려시대 이후 신 김씨는 본관을 김해로 지정받아 김해 김씨가 되었다. 가락국의 고토는 신라의 병합이후 금관군(金官郡)으로 편입되었고 680년 김유신의 조카인 문무왕에 의해 금관소경(金官小京)으로 승격하고 16년뒤에 김해소경(金海小京)으로 개명해 지금의 김해라는 지명이 탄생했다. 문무왕은 가야왕실의 외손으로 김수로왕의 능역을 대대적으로 정비하기도 했다. 신라말이 되자 가야 김씨인 김인광(金仁匡)이 강력한 사병군단을 기반으로 지김해부진례성제군사명의장군(知金海府進禮城諸軍事明義將軍)을 칭하며 진례성(進禮城)을 중심으로 김해와 창원일대를 장악하였다. 김인광은 신김씨의 후손으로 봉림사의 건립을 후원하여 선종9산의 하나인 봉림산파(鳳林山派)의 후견인 구실을 하였다. 나중에 김인광은 신라황실의 방계인 소충자, 김율희 형제 에 의해 권력을 빼앗겼다. 김인광과 소충자, 김율희의 활약으로 고려시대에 김해지역이 역사상 "금관가야"로 인식되었다.

## 지리
오늘날, 경상남도 김해시인 이곳은 금관가야가 존재했을 당시에는 일부 지역을 제외하고는 대부분이 바다나 갯벌이었다. 일제강점기인 20세기 초 낙동강 제방공사로 인해 평야지대로 탈바꿈하였지만, 그 이전까지는 낙동강의 본류가 지금처럼 구포 방면으로 흐른 것이 아니라 선암다리 밑으로 흐르고 있었다. 부분적으로 수몰되지 않은 얕은 구릉에서는 어김없이 조개무지인 패총(貝塚)이 나오는 것도 바로 이 때문이다.

## 문화
가락국, 소위 금관가야는 김해와 부산 일대에 많은 수의 고분군과 그에 부장된 유물을 남기고 있다. 금관가야와 관련된 주요 고분군은 김해 대성동 고분군과 부산 복천동 고분군이다. 부산 복천동 고분군은 광개토왕의 남정 전까지 활발한 고분조성이 이루어졌으나 그 이후 그 조성이 중단되어 가락국의 패망을 시사해주고 있다. 라는 서술은 잘못된 것으로 복천동의 최상위층 고분인 10, 11호와 21, 22호, 39호, 53호 등은 모두 고구려왕 남정이 이루어진 400년의 뒤인 5세기 1/4분기 이후에 조영된 고분이며 이후 동아대 1호가 조영되는 6세기까지도 복천동에서는 계속해서 대형의 고분들이 조영된다. 신라와 함께 가야의 장례풍습중에 주요특징은 다량의 유물을 껴묻는 후장(厚葬)이다. 이로 인해 다양한 토기와 유물을 후세에 전할 수 있었다. 또 한가지 특징은 독무덤과 함께 덧널무덤에 있는데 이와 함께 도질토기(陶質土器), 그리고 순장의 풍습등은 북방문화의 영향일 것이라는 설도 있다. 금속유물은 다수의 철정(鐵鋌)과 함께 철제 갑옷과 금동관이 파편으로나마 대량으로 발견되었다. 초기에는 철이 주종을 이루고 금, 은 등의 귀금속은 그다지 발견되지 않았다. 대신에 많은 량의 옥(玉)제품이 출토되었다. 귀금속이 발견된 것은 5세기 이후의 일이다.

## 계보
| 1 수로왕 首露王 42년 ~ 199년      |                                |                                |                                |                                |                                |  |  |                                 |                                 |                                 |                                 |                                 |                                 |  |  |                   |                   |                   |                   |                   |                   |  |  |               |               |               |               |               |               |  |  |                   |                   |                   |                   |                   |                   |  |  |  |  |  |  |  |  |  |  |  |  |  |  |  |  |  |  |  |  |  |  |  |  |
|                                   |                                |                                |                                |                                |                                |  |  |                                 |                                 |                                 |                                 |                                 |                                 |  |  |                   |                   |                   |                   |                   |                   |  |  |               |               |               |               |               |               |  |  |                   |                   |                   |                   |                   |                   |  |  |  |  |  |  |  |  |  |  |  |  |  |  |  |  |  |  |  |  |  |  |  |  |
|                                   |                                |                                |                                |                                |                                |  |  |                                 |                                 |                                 |                                 |                                 |                                 |  |  |                   |                   |                   |                   |                   |                   |  |  |               |               |               |               |               |               |  |  |                   |                   |                   |                   |                   |                   |  |  |  |  |  |  |  |  |  |  |  |  |  |  |  |  |  |  |  |  |  |  |  |  |
| 2 거등왕 居登王 199년 ~ 253년     | 2 거등왕 居登王 199년 ~ 253년  | 2 거등왕 居登王 199년 ~ 253년  | 2 거등왕 居登王 199년 ~ 253년  | 2 거등왕 居登王 199년 ~ 253년  | 2 거등왕 居登王 199년 ~ 253년  |  |  | 허씨 許氏                       | 허씨 許氏                       | 허씨 許氏                       | 허씨 許氏                       | 허씨 許氏                       | 허씨 許氏                       |  |  | 하동칠불 河東七佛 | 하동칠불 河東七佛 | 하동칠불 河東七佛 | 하동칠불 河東七佛 | 하동칠불 河東七佛 | 하동칠불 河東七佛 |  |  |               |               |               |               |               |               |  |  |                   |                   |                   |                   |                   |                   |  |  |  |  |  |  |  |  |  |  |  |  |  |  |  |  |  |  |  |  |  |  |  |  |
| 2 거등왕 居登王 199년 ~ 253년     | 2 거등왕 居登王 199년 ~ 253년  | 2 거등왕 居登王 199년 ~ 253년  | 2 거등왕 居登王 199년 ~ 253년  | 2 거등왕 居登王 199년 ~ 253년  | 2 거등왕 居登王 199년 ~ 253년  |  |  | 허씨 許氏                       | 허씨 許氏                       | 허씨 許氏                       | 허씨 許氏                       | 허씨 許氏                       | 허씨 許氏                       |  |  | 하동칠불 河東七佛 | 하동칠불 河東七佛 | 하동칠불 河東七佛 | 하동칠불 河東七佛 | 하동칠불 河東七佛 | 하동칠불 河東七佛 |  |  |               |               |               |               |               |               |  |  |                   |                   |                   |                   |                   |                   |  |  |  |  |  |  |  |  |  |  |  |  |  |  |  |  |  |  |  |  |  |  |  |  |
| 3 마품왕 麻品王 253년 ~ 291년     |                                |                                |                                |                                |                                |  |  |                                 |                                 |                                 |                                 |                                 |                                 |  |  |                   |                   |                   |                   |                   |                   |  |  |               |               |               |               |               |               |  |  |                   |                   |                   |                   |                   |                   |  |  |  |  |  |  |  |  |  |  |  |  |  |  |  |  |  |  |  |  |  |  |  |  |
|                                   |                                |                                |                                |                                |                                |  |  |                                 |                                 |                                 |                                 |                                 |                                 |  |  |                   |                   |                   |                   |                   |                   |  |  |               |               |               |               |               |               |  |  |                   |                   |                   |                   |                   |                   |  |  |  |  |  |  |  |  |  |  |  |  |  |  |  |  |  |  |  |  |  |  |  |  |
| 4 거질미왕 居叱彌王 291년 ~ 346년 |                                |                                |                                |                                |                                |  |  |                                 |                                 |                                 |                                 |                                 |                                 |  |  |                   |                   |                   |                   |                   |                   |  |  |               |               |               |               |               |               |  |  |                   |                   |                   |                   |                   |                   |  |  |  |  |  |  |  |  |  |  |  |  |  |  |  |  |  |  |  |  |  |  |  |  |
|                                   |                                |                                |                                |                                |                                |  |  |                                 |                                 |                                 |                                 |                                 |                                 |  |  |                   |                   |                   |                   |                   |                   |  |  |               |               |               |               |               |               |  |  |                   |                   |                   |                   |                   |                   |  |  |  |  |  |  |  |  |  |  |  |  |  |  |  |  |  |  |  |  |  |  |  |  |
| 5 이시품왕 伊尸品王 346년 ~ 407년 |                                |                                |                                |                                |                                |  |  |                                 |                                 |                                 |                                 |                                 |                                 |  |  |                   |                   |                   |                   |                   |                   |  |  |               |               |               |               |               |               |  |  |                   |                   |                   |                   |                   |                   |  |  |  |  |  |  |  |  |  |  |  |  |  |  |  |  |  |  |  |  |  |  |  |  |
|                                   |                                |                                |                                |                                |                                |  |  |                                 |                                 |                                 |                                 |                                 |                                 |  |  |                   |                   |                   |                   |                   |                   |  |  |               |               |               |               |               |               |  |  |                   |                   |                   |                   |                   |                   |  |  |  |  |  |  |  |  |  |  |  |  |  |  |  |  |  |  |  |  |  |  |  |  |
| 6 좌지왕 坐知王 407년 ~ 421년     |                                |                                |                                |                                |                                |  |  |                                 |                                 |                                 |                                 |                                 |                                 |  |  |                   |                   |                   |                   |                   |                   |  |  |               |               |               |               |               |               |  |  |                   |                   |                   |                   |                   |                   |  |  |  |  |  |  |  |  |  |  |  |  |  |  |  |  |  |  |  |  |  |  |  |  |
|                                   |                                |                                |                                |                                |                                |  |  |                                 |                                 |                                 |                                 |                                 |                                 |  |  |                   |                   |                   |                   |                   |                   |  |  |               |               |               |               |               |               |  |  |                   |                   |                   |                   |                   |                   |  |  |  |  |  |  |  |  |  |  |  |  |  |  |  |  |  |  |  |  |  |  |  |  |
| 7 취희왕 吹希王 421년 ~ 451년     |                                |                                |                                |                                |                                |  |  |                                 |                                 |                                 |                                 |                                 |                                 |  |  |                   |                   |                   |                   |                   |                   |  |  |               |               |               |               |               |               |  |  |                   |                   |                   |                   |                   |                   |  |  |  |  |  |  |  |  |  |  |  |  |  |  |  |  |  |  |  |  |  |  |  |  |
|                                   |                                |                                |                                |                                |                                |  |  |                                 |                                 |                                 |                                 |                                 |                                 |  |  |                   |                   |                   |                   |                   |                   |  |  |               |               |               |               |               |               |  |  |                   |                   |                   |                   |                   |                   |  |  |  |  |  |  |  |  |  |  |  |  |  |  |  |  |  |  |  |  |  |  |  |  |
| 8 질지왕 銍知王 451년 ~ 492년     |                                |                                |                                |                                |                                |  |  |                                 |                                 |                                 |                                 |                                 |                                 |  |  |                   |                   |                   |                   |                   |                   |  |  |               |               |               |               |               |               |  |  |                   |                   |                   |                   |                   |                   |  |  |  |  |  |  |  |  |  |  |  |  |  |  |  |  |  |  |  |  |  |  |  |  |
|                                   |                                |                                |                                |                                |                                |  |  |                                 |                                 |                                 |                                 |                                 |                                 |  |  |                   |                   |                   |                   |                   |                   |  |  |               |               |               |               |               |               |  |  |                   |                   |                   |                   |                   |                   |  |  |  |  |  |  |  |  |  |  |  |  |  |  |  |  |  |  |  |  |  |  |  |  |
| 9 겸지왕 銍知王 492년 ~ 521년     |                                |                                |                                |                                |                                |  |  |                                 |                                 |                                 |                                 |                                 |                                 |  |  |                   |                   |                   |                   |                   |                   |  |  |               |               |               |               |               |               |  |  |                   |                   |                   |                   |                   |                   |  |  |  |  |  |  |  |  |  |  |  |  |  |  |  |  |  |  |  |  |  |  |  |  |
|                                   |                                |                                |                                |                                |                                |  |  |                                 |                                 |                                 |                                 |                                 |                                 |  |  |                   |                   |                   |                   |                   |                   |  |  |               |               |               |               |               |               |  |  |                   |                   |                   |                   |                   |                   |  |  |  |  |  |  |  |  |  |  |  |  |  |  |  |  |  |  |  |  |  |  |  |  |
|                                   |                                |                                |                                |                                |                                |  |  |                                 |                                 |                                 |                                 |                                 |                                 |  |  |                   |                   |                   |                   |                   |                   |  |  |               |               |               |               |               |               |  |  |                   |                   |                   |                   |                   |                   |  |  |  |  |  |  |  |  |  |  |  |  |  |  |  |  |  |  |  |  |  |  |  |  |
| 10 구형왕 仇衡王 521년 ~ 532년    | 10 구형왕 仇衡王 521년 ~ 532년 | 10 구형왕 仇衡王 521년 ~ 532년 | 10 구형왕 仇衡王 521년 ~ 532년 | 10 구형왕 仇衡王 521년 ~ 532년 | 10 구형왕 仇衡王 521년 ~ 532년 |  |  |                                 |                                 |                                 |                                 |                                 |                                 |  |  | 김탈지 金脫知     | 김탈지 金脫知     | 김탈지 金脫知     | 김탈지 金脫知     | 김탈지 金脫知     | 김탈지 金脫知     |  |  |               |               |               |               |               |               |  |  |                   |                   |                   |                   |                   |                   |  |  |  |  |  |  |  |  |  |  |  |  |  |  |  |  |  |  |  |  |  |  |  |  |
| 10 구형왕 仇衡王 521년 ~ 532년    | 10 구형왕 仇衡王 521년 ~ 532년 | 10 구형왕 仇衡王 521년 ~ 532년 | 10 구형왕 仇衡王 521년 ~ 532년 | 10 구형왕 仇衡王 521년 ~ 532년 | 10 구형왕 仇衡王 521년 ~ 532년 |  |  |                                 |                                 |                                 |                                 |                                 |                                 |  |  | 김탈지 金脫知     | 김탈지 金脫知     | 김탈지 金脫知     | 김탈지 金脫知     | 김탈지 金脫知     | 김탈지 金脫知     |  |  |               |               |               |               |               |               |  |  |                   |                   |                   |                   |                   |                   |  |  |  |  |  |  |  |  |  |  |  |  |  |  |  |  |  |  |  |  |  |  |  |  |
|                                   |                                |                                |                                |                                |                                |  |  |                                 |                                 |                                 |                                 |                                 |                                 |  |  |                   |                   |                   |                   |                   |                   |  |  |               |               |               |               |               |               |  |  |                   |                   |                   |                   |                   |                   |  |  |  |  |  |  |  |  |  |  |  |  |  |  |  |  |  |  |  |  |  |  |  |  |
| 김세종 金世宗                     | 김세종 金世宗                  | 김세종 金世宗                  | 김세종 金世宗                  | 김세종 金世宗                  | 김세종 金世宗                  |  |  | 김무력 金武力                   | 김무력 金武力                   | 김무력 金武力                   | 김무력 金武力                   | 김무력 金武力                   | 김무력 金武力                   |  |  | 김무득 金武得     | 김무득 金武得     | 김무득 金武得     | 김무득 金武得     | 김무득 金武得     | 김무득 金武得     |  |  |               |               |               |               |               |               |  |  |                   |                   |                   |                   |                   |                   |  |  |  |  |  |  |  |  |  |  |  |  |  |  |  |  |  |  |  |  |  |  |  |  |
| 김세종 金世宗                     | 김세종 金世宗                  | 김세종 金世宗                  | 김세종 金世宗                  | 김세종 金世宗                  | 김세종 金世宗                  |  |  | 김무력 金武力                   | 김무력 金武力                   | 김무력 金武力                   | 김무력 金武力                   | 김무력 金武力                   | 김무력 金武力                   |  |  | 김무득 金武得     | 김무득 金武得     | 김무득 金武得     | 김무득 金武得     | 김무득 金武得     | 김무득 金武得     |  |  |               |               |               |               |               |               |  |  |                   |                   |                   |                   |                   |                   |  |  |  |  |  |  |  |  |  |  |  |  |  |  |  |  |  |  |  |  |  |  |  |  |
| 김솔우 金率友                     | 김솔우 金率友                  | 김솔우 金率友                  | 김솔우 金率友                  | 김솔우 金率友                  | 김솔우 金率友                  |  |  | 김서현 金舒玄                   | 김서현 金舒玄                   | 김서현 金舒玄                   | 김서현 金舒玄                   | 김서현 金舒玄                   | 김서현 金舒玄                   |  |  |                   |                   |                   |                   |                   |                   |  |  |               |               |               |               |               |               |  |  |                   |                   |                   |                   |                   |                   |  |  |  |  |  |  |  |  |  |  |  |  |  |  |  |  |  |  |  |  |  |  |  |  |
| 김솔우 金率友                     | 김솔우 金率友                  | 김솔우 金率友                  | 김솔우 金率友                  | 김솔우 金率友                  | 김솔우 金率友                  |  |  | 김서현 金舒玄                   | 김서현 金舒玄                   | 김서현 金舒玄                   | 김서현 金舒玄                   | 김서현 金舒玄                   | 김서현 金舒玄                   |  |  |                   |                   |                   |                   |                   |                   |  |  |               |               |               |               |               |               |  |  |                   |                   |                   |                   |                   |                   |  |  |  |  |  |  |  |  |  |  |  |  |  |  |  |  |  |  |  |  |  |  |  |  |
|                                   |                                |                                |                                |                                |                                |  |  |                                 |                                 |                                 |                                 |                                 |                                 |  |  |                   |                   |                   |                   |                   |                   |  |  |               |               |               |               |               |               |  |  |                   |                   |                   |                   |                   |                   |  |  |  |  |  |  |  |  |  |  |  |  |  |  |  |  |  |  |  |  |  |  |  |  |
|                                   |                                |                                |                                |                                |                                |  |  | 흥무대왕 興武大王 김유신 金庾信 | 흥무대왕 興武大王 김유신 金庾信 | 흥무대왕 興武大王 김유신 金庾信 | 흥무대왕 興武大王 김유신 金庾信 | 흥무대왕 興武大王 김유신 金庾信 | 흥무대왕 興武大王 김유신 金庾信 |  |  | 김흠순 金欽純     | 김흠순 金欽純     | 김흠순 金欽純     | 김흠순 金欽純     | 김흠순 金欽純     | 김흠순 金欽純     |  |  | 김보희 金寶姬 | 김보희 金寶姬 | 김보희 金寶姬 | 김보희 金寶姬 | 김보희 金寶姬 | 김보희 金寶姬 |  |  | 문명왕후 文明王后 | 문명왕후 文明王后 | 문명왕후 文明王后 | 문명왕후 文明王后 | 문명왕후 文明王后 | 문명왕후 文明王后 |  |  |  |  |  |  |  |  |  |  |  |  |  |  |  |  |  |  |  |  |  |  |  |  |

## 역대 국왕
금관가야의 역대 국왕은 삼국유사에서 가락국기를 인용하여 전한다. 김해 김씨 족보에서는 말왕(末王)이 11대로 마지막 왕이라고 기록한다.
| 대수 | 제호               | 재위          | 비고                                |
| ---- | ------------------ | ------------- | ----------------------------------- |
| 1    | 수로왕(首露王)     | 42년 ~ 199년  | 가락국의 시조.                      |
| 2    | 거등왕(居登王)     | 199년 ~ 253년 | 수로왕의 아들.                      |
| 3    | 마품왕(麻品王)     | 253년 ~ 291년 | 거등왕의 아들.                      |
| 4    | 거질미왕(居叱彌王) | 291년 ~ 346년 | 마품왕의 아들.                      |
| 5    | 이시품왕(伊尸品王) | 346년 ~ 407년 | 거질미왕의 아들.                    |
| 6    | 좌지왕(坐知王)     | 407년 ~ 421년 | 이시품왕의 아들.                    |
| 7    | 취희왕(吹希王)     | 421년 ~ 451년 | 좌지왕의 아들.                      |
| 8    | 질지왕(銍知王)     | 451년 ~ 491년 | 취희왕의 아들.                      |
| 9    | 겸지왕(鉗知王)     | 491년 ~ 521년 | 질지왕의 아들.                      |
| 10   | 구형왕(仇衡王)     | 521년 ~ 532년 | 겸지왕의 아들. 가락국의 마지막의 왕 |

## 같이 보기
- 김해 대성동 고분군 (금관가야의 고분)
- 부산 복천동 고분군
- 가야
  - 금관가야
  - 대가야
  - 아라가야
  - 소가야
  - 비화가야
  - 고령가야
  - 성산가야

## 참고 문헌
- 부산대학교 한국민속문화연구소(2000)-가야각국사의 재구성 문헌으로 본 가락국사, 신경철/금관가야의 성립과 연맹의 형성